# Hamptjärnen (Nederkalix socken, Norrbotten, 732359-184212)
Hamptjärnen är en sjö i Kalix kommun i Norrbotten och ingår i Sangisälven-Kalixälvens kustområde.